# Base navale de Poliarny
La base navale de Poliarny, est la principale base navale de la Flotte du Nord de la Marine russe. Située à Poliarny, dans l'oblast de Mourmansk à 35 km au nord de Mourmansk elle offre un débouché sur la mer de Barents et l'océan Arctique.

## Liste de navires de guerre appartenant à la flottille de Kola

### 2edivision de navires anti sous-marins
Les classe Oudaloï
- Amiral Tchabanenko - un grand anti-navire projet 1155.1. numéro de coque 650, en service dans la flotte depuis 1999[1] ;
- Amiral Levtchenko, un grand anti-navire Projet 1155. numéro de coque 605, en service dans la flotte depuis 1988[1] ;
- Amiral Kharlamov, un grand anti-navire Projet 1155. numéro de coque 678, en service dans la flotte depuis 1989[1] ;
- Vice-amiral Koulakov un grand anti-navire Projet 1155. numéro de coque 626, en service dans la flotte depuis 1981. En 2010, il reprend du service après des réparations ;
- Severomorsk - un grand anti-navire Projet 1155. numéro de coque 619, en service dans la flotte depuis 1987[1].

### 121ebrigade de navires de débarquement
- BDK-45 Gueorgui Pobedonossets, un grand navire de débarquement du projet 775, numéro de coque 016, dans la flotte depuis 1985[1] ;
- BDK-55 Aleksandr Otrakovski - un grand navire de débarquement du projet 775, numéro de coque 031, dans la flotte avec le 1978. En réparation[1] ;
- BDK-91 Olenegorski Gorniak, in grand navire de débarquement du projet 775, numéro de coque012, dans la flotte depuis 1976[1] ;
- BDK-182 Kondopoga, un grand navire de débarquement du projet 775, numéro de coque 027, dans la flotte depuis 1976 a. Dans la réparation[1] ;
- Mitrofan Moskalenko, un grand navire de débarquement du projet 1174, numéro de coque 020, dans la flotte avec le 1989. En réparations[1].

### 161ebrigade de sous-marins

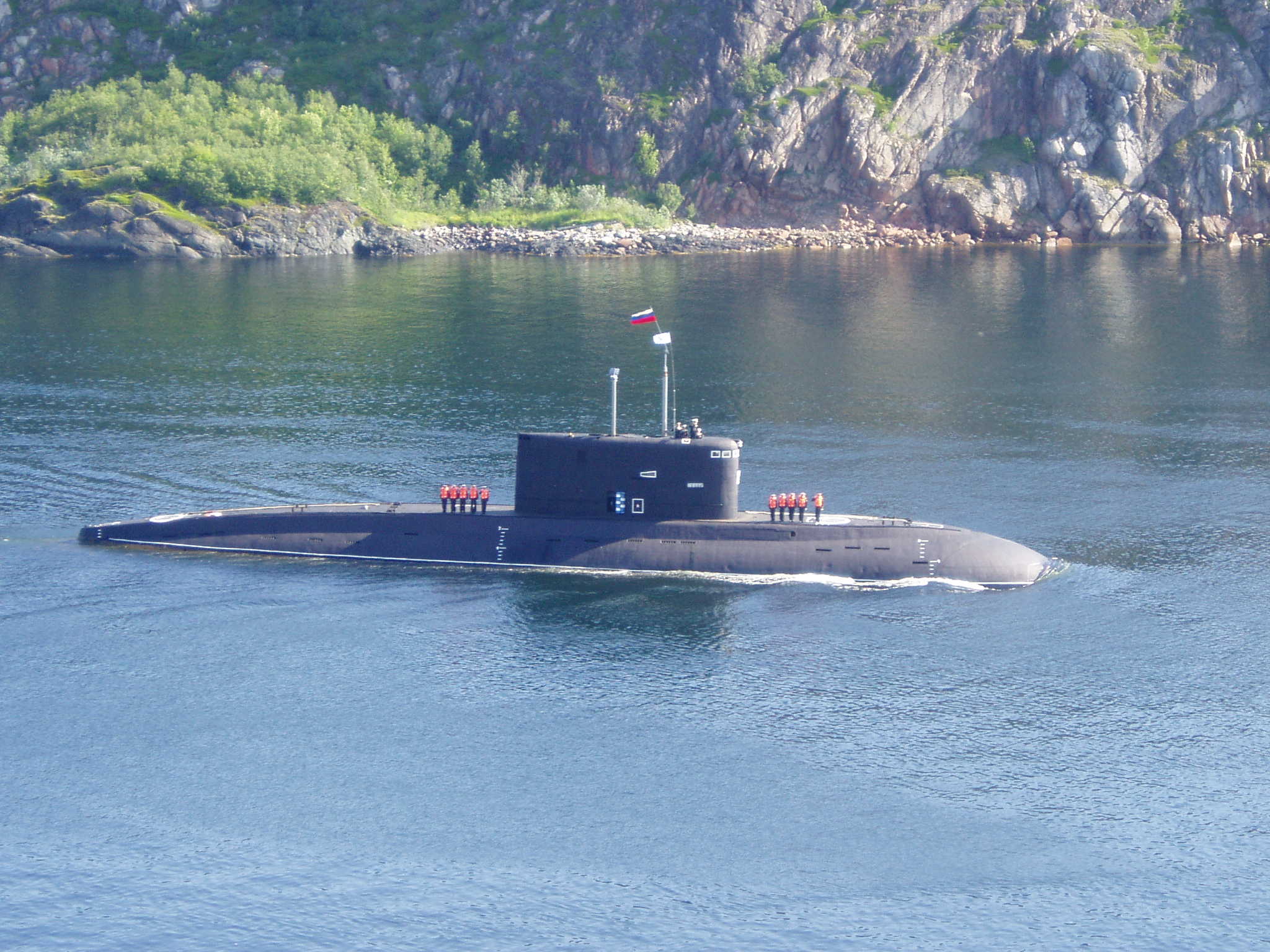
sous-marin Projet 877 en célébration de la Journée de la Marine en 2007

- B-177 Lipetsk, sous-marin diesel du projet 877, dans la flotte depuis 1991[1] ;
- B-401 Novossibirsk, sous-marin diesel du projet 877, dans la flotte depuis 1984[1] ;
- B-402 Vologda, sous-marin diesel du projet 877, dans la flotte depuis 1984[1] ;
- B-459 Vladikavkaz, sous-marin diesel du projet 877, dans la flotte depuis 1990[1] ;
- B-471 Magnitogorsk, sous-marin diesel du projet 877, dans la flotte depuis 1990[1] ;
- B-800 Kalouga, sous-marin diesel du projet 877LPMB, dans la flotte depuis 1989. En réparations[1] ;
- B-808 Yaroslavl, sous-marin diesel du projet 877E, dans la flotte depuis 1988[1]
- B-586 Kronstadt, Type : Amour 950, Numéro de série : 01571, depuis janvier 2024.

### 108edivision des petits navires de missiles
- Iceberg, une petite fusée du projet 1234, numéro de coque 512, dans la flotte depuis 1979[1] ;
- Nakata, une petite fusée du projet 12347, numéro de coque 526, dans la flotte depuis 1987[1].
- Aube, une petite fusée du projet 12341, numéro de coque 520, dans la flotte depuis 1988[1].

### 7ebrigade de patrouilleurs
- 5e brigade de dragueurs de mines
  - 83e division des dragueurs de mines côtiers
- BT-50 Yelnya, démineur du projet 12650, numéro de coque 454, dans la flotte depuis 1986[1] ;
- BT-97 Polar, démineur du projet 12650, numéro de coque 402, dans la flotte depuis 1984[1] ;
- BT-111 Vanguard, démineur du projet 12650, numéro de coque 466, dans la flotte depuis 1988[1] ;
- BT-152 Kotel'nich, démineur du projet 12650, numéro de coque 418, dans la flotte depuis 1987. En réparations[1] ;
- BT-211 Vyatchik, démineur du projet 12650, numéro de coque 469, dans la flotte depuis 1991[1] ;
- BT-226 Kolomna, démineur du projet 12650, numéro de coque 426, dans la flotte depuis 1990. En réparations[1].

### 42edivision de dragueurs de mines
- Vladimir Goumanenko chalutier du projet 12660, numéro de coque 811, dans la flotte depuis 2000 ;
- Artillerie, chalutier du projet 266 m, numéro de coque 808, dans la flotte avec le 1974[1] ;
- The Machinist, chalutier du projet 266 m, numéro de coque 855, dans la flotte depuis 1975[1].

## Culture populaire
- La base navale de Poliarny est l'un des lieux principaux où se déroule l'action du film Hunter Killer
- Dans le film À la poursuite d'Octobre rouge (1990 ; John McTiernan) le sous-marin éponyme appareille de Poliarny.